# Ecphylus fasciolus
Ecphylus fasciolus är en stekelart som beskrevs av Marsh 2002. Ecphylus fasciolus ingår i släktet Ecphylus och familjen bracksteklar. Inga underarter finns listade i Catalogue of Life.